# Hans Wocke (Sänger)
Hans Wocke (1904 in Köln – 7. Januar 1972 in Pinneberg) war ein deutscher Opernsänger (Bariton) und Schauspieler.

## Leben
Wockes Laufbahn begann zunächst ab 1925 beim Westdeutschen Rundfunk in Köln. Durch die Radiosendungen wurde er einem breiten Publikum bekannt. 1933 ging er dann ans Stadttheater Bielefeld und danach an die Deutsche Oper in Berlin, wo er eine bedeutende Karriere hatte. Wocke stand 1944 in der Gottbegnadeten-Liste des Reichsministeriums für Volksaufklärung und Propaganda. 
Er war nicht nur als Sänger lyrischer Partien geschätzt, sondern auch als Konzertsänger.
Ab 1965 lebte er in Pinneberg, wo er auch starb.